# New World Disorder
New World Disorder is een Luxemburgs-Amerikaanse film uit 1999 van regisseur Richard Spence.

## Verhaal
Softwarepiraat Kurt Bishop probeert het nieuwe beveiligingsprogramma Rosetta te stelen en gaat daarbij letterlijk over lijken. Rechercheur en digibeet David Marx moet samen met FBI-agente Kris Paddock proberen de moordenaar en softwarepiraat op te sporen.

## Rolbezetting
| Acteur            | Personage               |
| ----------------- | ----------------------- |
| Rutger Hauer      | David Marx              |
| Andrew McCarthy   | Kurt Bishop             |
| Tara Fitzgerald   | Kris Paddock            |
| Hari Dhillon      | Mark Ohai               |
| Alun Ragland      | Michael 'Fury' Dietrich |
| Ian Butcher       | Quark                   |
| Brian Van Camp    | Coltrane                |
| Anthony Warren    | Nakamoto                |
| Martin McDougall  | Sullivan                |
| Nicholas Pinnock  | Weldon                  |
| John Sharian      | Rice                    |
| Branwell Donaghey | Leo Galileo             |
| Lawrence Elman    | Maximillian Biggs       |
| Michelle Gomez    | Annika 'Amethyst' Rains |